# Idioma tillamook
El tillamook es una lengua muerta de la familia salish, hablado anteriormente por personas de etnia Tillamook en el noroeste del estado de Oregón en Estados Unidos. El último hablante fluente de la lengua se estima que murió durante la década de 1970. Entre 1965 y 1972, en un esfuerzo en prevenir la pérdida de la lengua, un grupo de investigadores de la Universidad de Hawái entrevistó a algunos de los últimos hablantes de tillamook y creó un diccionario de 120 páginas.

## Descripción lingüística

### Fonología
Vocales
El inventario vocálico está formado por
|          | Anteriores | Posteriores |
| -------- | ---------- | ----------- |
| Cerradas | i          | ə           |
| Abiertas | æ          | ɑ           |

Consonantes
|                     | Alveolar | Alveolar      | Postalveolar / palatal | Velar        | Velar          | Uvular       | Uvular | Glotal |
| Central             | Lateral  | No-redondeada | Postalveolar / palatal | "Redondeada" | No-redondeada. | "Redondeada" |        | Glotal |
| ------------------- | -------- | ------------- | ---------------------- | ------------ | -------------- | ------------ | ------ | ------ |
| Oclusivas           | t        |               |                        | k            | kᵓ             | q            | qᵓ     | ʔ      |
| Ejectivas           | tʼ       |               |                        | kʼ           | kᵓʼ            | qʼ           | qᵓʼ    | ʔ      |
| Africadas           | t͡s       |               | t͡ʃ                     |              |                |              |        |        |
| Africadas eyectivas | t͡sʼ      | t͡ɬʼ           | t͡ʃʼ                    |              |                |              |        |        |
| Fricativas          | s        | ɬ             | ʃ                      | x            | xᵓ             | χ            | χᵓ     | h      |
| Nasales             | n        |               |                        |              |                |              |        |        |
| Aproximantes        |          | l             | j                      |              | ɰᵓ             |              |        |        |